# Campionat del Món de Trial 2000
|  | Per al campionat del món en pista coberta d'aquell any, vegeu Campionat del Món de Trial indoor 2000 |

La temporada de 2000 del Campionat del Món de trial fou la 26a edició d'aquest campionat, organitzat per la FIM. El calendari oficial constava de 20 proves puntuables, celebrades entre el 18 de març i el 3 de setembre.
Dougie Lampkin va guanyar el quart dels seus set títols mundials consecutius, aquesta vegada amb la Montesa, per la qual havia fitxat procedent de Beta. L'anglès va dominar com d'habitud la temporada, amb disset victòries a les vint proves puntuables i només en va deixar una per a Marc Freixa, Kenichi Kuroyama i Albert Cabestany. El subcampió i el tercer van tornar a ser per segon any consecutiu Takahisa Fujinami i Marc Colomer.
Aquell any, set catalans van quedar entre els onze primers: a banda de Colomer, tercer i Freixa, quart, Albert Cabestany, Marcel Justribó, Adam Raga, David Cobos i José Manuel Alcaraz van ocupar les posicions del setè a l'onzè, respectivament.

## Sistema de puntuació
Barem de puntuació a partir de 1984:
| Posició | 1  | 2  | 3  | 4  | 5  | 6  | 7 | 8 | 9 | 10 | 11 | 12 | 13 | 14 | 15 |
| Punts   | 20 | 17 | 15 | 13 | 11 | 10 | 9 | 8 | 7 | 6  | 5  | 4  | 3  | 2  | 1  |

## Calendari
| Ronda | Data          | Gran Premi    | Lloc                | Guanyador        |
| ----- | ------------- | ------------- | ------------------- | ---------------- |
| 1     | 18 de març    | Espanya       | Córdoba             | Dougie Lampkin   |
| 2     | 19 de març    | Espanya       | Córdoba             | Dougie Lampkin   |
| 3     | 25 de març    | Portugal      | Paços de Ferreira   | Dougie Lampkin   |
| 4     | 26 de març    | Portugal      | Paços de Ferreira   | Dougie Lampkin   |
| 5     | 8 d'abril     | Bèlgica       | Cuesmes             | Marc Freixa      |
| 6     | 9 d'abril     | Bèlgica       | Cuesmes             | Dougie Lampkin   |
| 7     | 15 d'abril    | Gran Bretanya | Hawkstone Park      | Dougie Lampkin   |
| 8     | 16 d'abril    | Gran Bretanya | Hawkstone Park      | Dougie Lampkin   |
| 9     | 20 de maig    | Txèquia       | Kramolín            | Dougie Lampkin   |
| 10    | 21 de maig    | Txèquia       | Kramolín            | Dougie Lampkin   |
| 11    | 27 de maig    | Alemanya      | Gefrees             | Dougie Lampkin   |
| 12    | 28 de maig    | Alemanya      | Gefrees             | Kenichi Kuroyama |
| 13    | 10 de juny    | Japó          | Twin Ring Motegi    | Dougie Lampkin   |
| 14    | 11 de juny    | Japó          | Twin Ring Motegi    | Dougie Lampkin   |
| 15    | 24 de juny    | França        | Valdeblore          | Dougie Lampkin   |
| 16    | 25 de juny    | França        | Valdeblore          | Dougie Lampkin   |
| 17    | 1 de juliol   | Itàlia        | Pila                | Albert Cabestany |
| 18    | 2 de juliol   | Itàlia        | Pila                | Dougie Lampkin   |
| 19    | 2 de setembre | Andorra       | Sant Julià de Lòria | Dougie Lampkin   |
| 20    | 3 de setembre | Andorra       | Sant Julià de Lòria | Dougie Lampkin   |

## Classificació final
| Posició | Pilot               | Motocicleta | Punts |
| ------- | ------------------- | ----------- | ----- |
| 1       | Dougie Lampkin      | Montesa     | 379   |
| 2       | Takahisa Fujinami   | Honda       | 294   |
| 3       | Marc Colomer        | Montesa     | 282   |
| 4       | Marc Freixa         | Gas Gas     | 229   |
| 5       | Kenichi Kuroyama    | Beta        | 189   |
| 6       | Steve Colley        | Gas Gas     | 178   |
| 7       | Albert Cabestany    | Beta        | 164   |
| 8       | Marcel Justribó     | Montesa     | 160   |
| 9       | Adam Raga           | Gas Gas     | 154   |
| 10      | David Cobos         | Sherco      | 141   |
| 11      | José Manuel Alcaraz | Montesa     | 97    |
|         |                     |             |       |
| 15      | Jordi Pascuet       | Gas Gas     | 50    |
| 16      | Josep Manzano       | Sherco      | 23    |